# Aimo Aho
Aimo Antero Aho, född 31 maj 1951 i Reisjärvi, död 10 juli 2014 i Haapajärvi, var en finländsk friidrottare (spjutkastare).
Ahos första stora internationella tävling var EM i friidrott 1974 i Rom där han kom på 9:e plats. Det blev också en 9:e plats vid OS 1980. Han representerade också Finland vid hemma-VM i Helsingfors 1983 då det blev en 10:e plats. 
Aho blev finländsk mästare 1975 och vann ytterligare åtta silver- och bronsmedaljer. Han är fortfarande den enda finländska spjutkastare, som har överskridit 85 meters-gränsen nio säsonger. Hans personliga rekord med det gamla spjutet som användes fram till 1986 blev 89,42 m satt  1977. Hans längsta kast med den nya spjutmodellen blev 77,64 m  1986. Han tränades av Lauri Immonen. 
På klubbnivå representerade Aho Haapajärven Kiilat och Reisjärven Pilke.